# Michiel van Kempen
Michaël Henricus Gertrudis (Michiel) van Kempen (Oirschot, 4 april 1957) is een Nederlandse emeritus-hoogleraar Nederlands-Caraïbische Letteren, schrijver, dichter, letterkundige en surinamist. Van zijn eigen hand verschenen romans, verhalen, essays, reisverslagen, scenario’s en gedichten. Hij stelde een groot aantal bloemlezingen uit de Caraïbische literatuur samen en van zijn vele studies over de Surinaamse literatuur geldt het tweedelige Een geschiedenis van de Surinaamse literatuur (2003) als het standaardwerk over de Surinaamse literatuur. Van Kempen ging in januari 2025 met emeritaat.

## Biografie
Na het Van der Puttlyceum in Eindhoven, studeerde Van Kempen Nederlandse Taal- en Letterkunde aan de Katholieke Universiteit Nijmegen en behaalde zijn doctoraal bij prof. Karel Meeuwesse met een scriptie over Anton van Duinkerken. Hij promoveerde op 5 juni 2002 aan de Universiteit van Amsterdam op het vijfdelige proefschrift Een geschiedenis van de Surinaamse literatuur, waarvan in 2003 de tweedelige handelseditie verscheen. Het boek schetst in 1400 pagina’s de geschiedenis van de orale en geschreven literatuur van Suriname.
Van Kempen was een tijdlang leraar Nederlands, tussen 1980 en 1982 in Nijmegen en tussen 1983 en 1987 in Paramaribo. In Suriname werkte hij ook als docent literatuurwetenschap en creative writing aan de Academie voor Hoger Kunst- en Cultuuronderwijs en als coördinator van de Sectie Literatuur, van de afdeling Algemene Culturele Zaken van het Ministerie van Onderwijs en Cultuur. Hij doceerde ook aan de Hogeschool van Amsterdam. Van 2011 tot 2018 werkte hij ook als docent Nederlands aan twee lycea in Amsterdam.
Van 1991 tot 1995 was hij de coördinator van het Suriname-project aan de Bibliotheek van de Universiteit van Amsterdam (resulterend in de 8000 titels omvattende Suriname-catalogus) en van 1994 tot 1998 als wetenschappelijk onderzoeksmedewerker aan de Universiteit van Amsterdam. Hij gaf gastcolleges aan tal van universiteiten overal ter wereld. Voor uitgeverijen, festivals en fondsen werkte hij als adviseur.

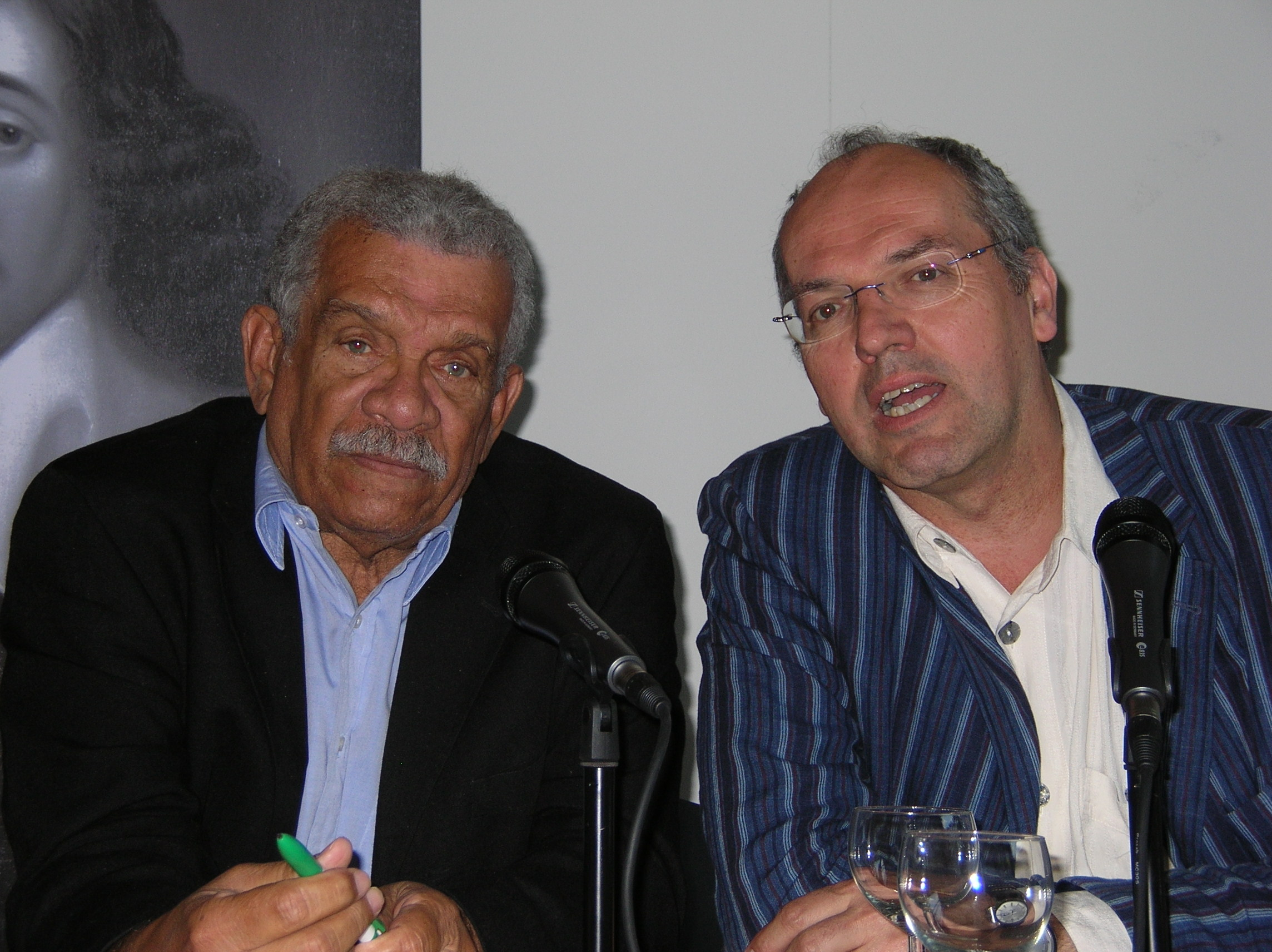
Van Kempen met Nobelprijswinnaar Derek Walcott, 2008; foto: Usha Marhé

Op 1 september 2006 werd Van Kempen benoemd tot bijzonder hoogleraar Nederlands-Caraïbische Letteren aan de Universiteit van Amsterdam; hij was de eerste die deze post bekleedde. In 2024 ging hij met emeritaat.
In 2006-2007 was hij ook hoofdredacteur van het tijdschrift Oso. Hij was in 2006 mede-oprichter en tot 2024 bestuurslid van de Werkgroep Caraïbische Letteren van de Maatschappij der Nederlandse Letterkunde te Leiden. Hij was ook mede-oprichter en voorzitter van de Stichting Edgar Cairo (2014-2024).

## Verspreide artikelen
Van Kempen was of is redacteur van verschillende tijdschriften. Onder meer van; Uit de Kunst, Tegenspraak, het tijdschrift voor surinamistiek Oso, van het Literair Café Nijmegen, en van het Portal van de KNAW. Van de tijdschriften Deus ex Machina (1987), Preludium (1988), De Gids (1990), Armada (1999), Septentrion (2004) en Nieuw Letterkundig Magazijn (2017) was hij gastredacteur. Hij is verder de oprichter en tevens eerste redacteur van De Ware Tijd Literair, de Literaire Pagina van het grootste Surinaamse dagblad.
Artikelen van zijn hand verschenen in Maatstaf, De Gids, Ons Erfdeel, Vrij Nederland, de Volkskrant, NRC Handelsblad, De Groene Amsterdammer, Streven, Restant, Kruispunt, het Kritisch Literatuur Lexicon, de Larousse en Oosthoek Encyclopedie, Dietsche Warande & Belfort, Bzzlletin, Callaloo, Poëziekrant, De Parelduiker, Indische Letteren etc. Van 1984 tot 1993 schreef hij wekelijks literatuurkritieken in zowel De Ware Tijd Literair als de Weekkrant Suriname. Zijn kritieken werden gebundeld in De geest van Waraku (1993).

## Studies over Caraïbische literatuur
Met fotograaf Michel Szulc-Krzyzanowski publiceerde Van Kempen twee fotoboeken: Woorden die diep wortelen (1992) over schrijvers en vertellers in Suriname, en Woorden op de westenwind (1994) over Surinaamse schrijvers buiten hun land van herkomst. Aan Albert Helman wijdde Van Kempen zes essays in Kijk vreesloos in de spiegel (1998). Aan zijn grote literatuurgeschiedenis van Suriname gingen enkele studies vooraf: De Surinaamse literatuur 1970-1985 (1987) en het populaire Surinaamse schrijvers en dichters (1989). De door Van Kempen samengestelde grote bloemlezingen als de Spiegel van de Surinaamse poëzie (1985), Mama Sranan; 200 jaar Surinaamse verhaalkunst en (met Wim Rutgers) Noordoostpassanten; 400 jaar Nederlandse verhaalkunst over Suriname, de Nederlandse Antillen en Aruba (2005) hebben enorm veel literair materiaal hernieuwd in de aandacht van het leespubliek gebracht.
Van Kempen was mederedacteur van vier bundels wetenschappelijke opstellen: Tussenfiguren (1988), Wandelaar onder de palmen (2004), Shifting the Compass (2013) en Het andere postkoloniale oog (2020).

## Onderscheidingen
Voor zijn verdiensten voor de Surinaamse letteren ontving Van Kempen in 1987 de Rahmān Khān-prijs, en in 2004 werd hem in het Vlaams Parlement de Nederlandse/Vlaamse ANV-Visser Neerlandia-prijs uitgereikt. In 2005 werd hij aan de vooravond van de 30e verjaardag van de Surinaamse onafhankelijkheid benoemd tot Officier in de Ere-Orde van de Gele Ster. In 2007 werd hij benoemd tot Ridder in de Orde van Oranje-Nassau.
In 2009 ontving hij de Gaanman Gazon Matodja Award voor zijn niet aflatende inzet voor de Surinaamse literatuur en in het bijzonder voor de wijze waarop hij daarbinnen de literatuur van de marrons heeft gepresenteerd.
In 2020 kreeg hij de onderscheiding 'Pro Cooperatione' van de Hongaarse Academie der Wetenschappen, afdeling Debrecen.
Op 16 juni 2023 ontving hij een Erepenning van de Universiteit van Amsterdam wegens zijn bijzondere inzet voor diversiteit binnen de universiteit, het introduceren van zwarte literatuur binnen het curriculum en het slaan van bruggen tussen samenleving en universiteit.
In 2024 ontving Michiel van Kempen de Everwinus Wassenbergh Penning voor zijn niet aflatende inzet om de Nederlands-Caraïbische letteren grotere bekendheid te geven binnen de Nederlandse neerlandistiek.

## Literair werk
Het literaire werk van Van Kempen omvat twee romans, twee dichtbundels, twee kinderboeken en verschillende verhalenbundels. Zijn verhalend proza laat in verschillende settings zien hoe mensen vanuit verschillende culturele achtergronden telkens opnieuw stuiten op de fundamentele onmogelijkheid nader tot elkaar te komen. In de roman Plantage Lankmoedigheid (1997) is die thematiek uitgewerkt in het Suriname van de jaren van de militaire ‘revolutie’, de jaren ’80 van de twintigste eeuw. In Vluchtwegen (2006) ontvouwt zich de thematiek in de multiculturele wijk par excellence, de Bijlmermeer. Ook verschillende verhalen van Landmeten (1992), gepubliceerd onder het pseudoniem Winston Leeflang, spelen zich tegen dat décor af. In het titelverhaal van Pakistaanse nacht en andere verhalen (2002) ziet een westers koppel op reis in Pakistan zich geconfronteerd met een gepensioneerde legerkolonel die er een verborgen agenda op na blijkt te houden. Het Nirwana is een lege trein (1990) bundelt reisverhalen over India. In 2012 verscheen zijn poëziedebuut Wat geen teken is maar leeft. Het gedicht 'Runenteken' daaruit werd opgenomen in De 100 beste gedichten gekozen door Ahmed Aboutaleb voor de VSB Poëzieprijs 2014 (2014).

### Proza
- Windstreken. De Volksboekwinkel, Amsterdam 1992. (verhalen)
- Bijlmer, oh Bijlmer! Wilfred du Bois & Margriet Walinga, Amsterdam 1993. (verhalen)
- Ik ben Nalini en ik ben een buitenbeentje. Kennedy Stichting, Paramaribo 1993.(verhaal)
- Plantage Lankmoedigheid; roman. In de Knipscheer, Haarlem 1997.
- Het Nirwana is een lege trein: reisverhalen over India. In de Knipscheer, Amsterdam 2000.
- Pakistaanse nacht en andere verhalen. In de Knipscheer, Haarlem 2002.
- Vluchtwegen; roman. De Geus, Breda 2006.

### Proza onder andere namen
- Mani Sapotille, Het tweede gezicht. De Volksboekwinkel, Paramaribo 1985. (jeugdboek)
- Winston Leeflang, Landmeten. In de Knipscheer, Amsterdam 1992. (verhalen)
- Winston Leeflang, Heer Slaapslurf. Lees Mee, Paramaribo 1993. (kinderboek)

### Poëzie
- Wat geen teken is maar leeft. In de Knipscheer, Haarlem 2012.
- Het eiland en andere gedichten. In de Knipscheer, Haarlem 2020.